# Ko Lipe
Ko Lipe (en thaï : เกาะหลีเป๊ะ) est une petite île située dans l'archipel Adang-Rawi de la mer d'Andaman, au sud de la Thaïlande. Le nom thaïlandais, qui se traduit par « île papier », est transcrit de différentes façons. Les noms les plus communs sont Ko Lipe qui est la seule graphie conforme au RTGS, Koh Lipe, Koh Lipeh, Ko Lipey. L'île est située à la frontière du parc marin national de Tarutao, au sud immédiat des plus grandes îles de Ko Adang et Ko Rawi et à environ 50 km de l'île de Ko Tarutao. Elle est peuplée d'environ 700 habitants permanents.

## Histoire
La population originelle de l'île est constituée par les Chao Le (thaï : ชาวเล) appelés  Urak La  Woi (thaï : อูรักลาโว้ย ),  Moken (thaï : มอแกน), Mokelon (thai: มอแกลน, RTGS : mo ke lon) ou Gitans de la mer, et qui habitent toujours sur l'île.

## Géographie
Ko Lipe est une île en forme de croissant de lune présentant trois plages principales: Sunset Beach, Sunrise Beach et Pattaya Beach. L'eau claire et calme fait de Ko Lipe un endroit concentrant 25 % des espèces de poissons tropicaux du monde trouvés dans la région. Il y a de grandes variétés de poissons dans le corail, mais récemment avec l'accroissement du tourisme, les coraux sont détruits par les hélices de bateau.  

## Tourisme

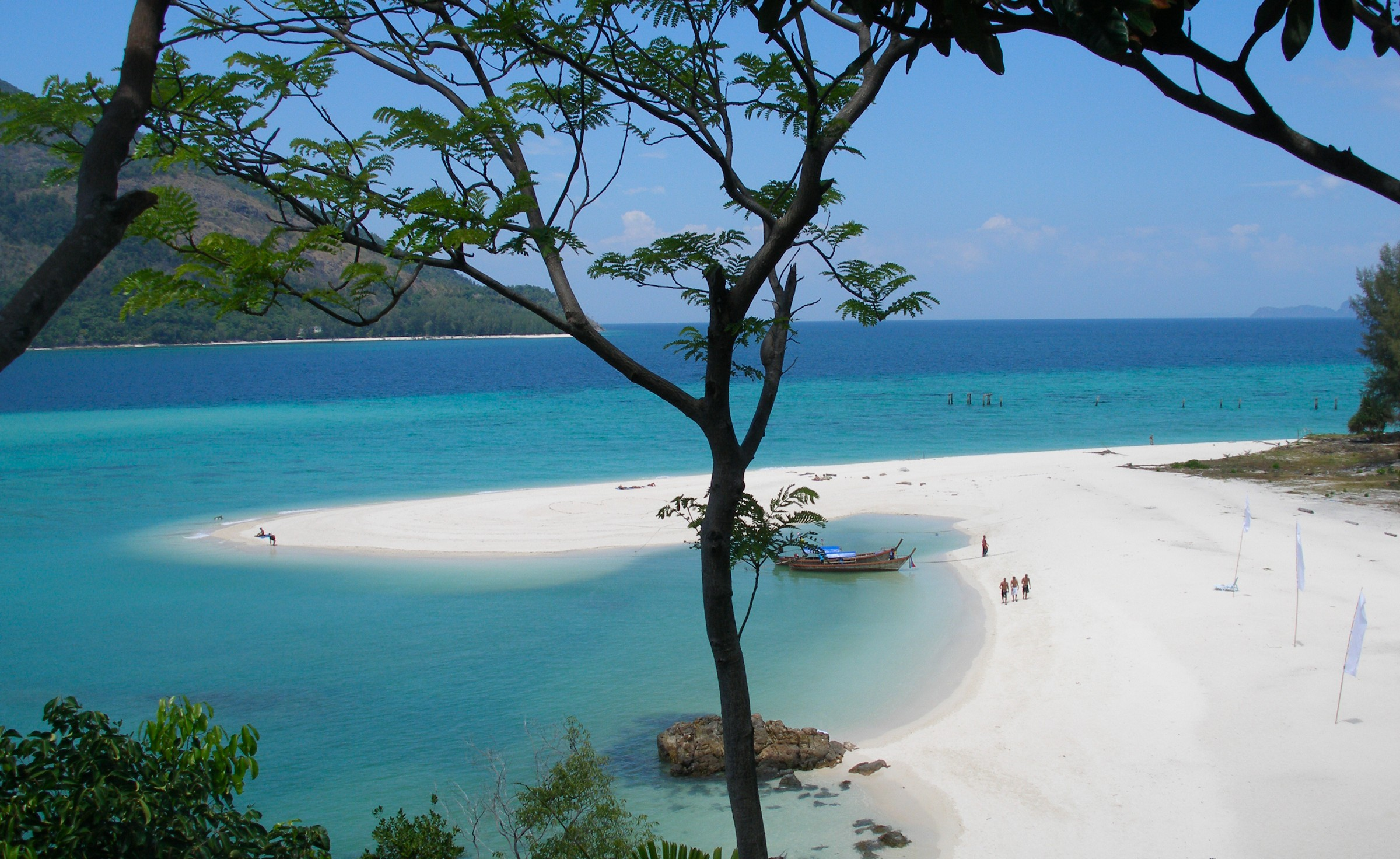
L'île de Koh Lipe.

Ko Lipe apparaît désormais menacée par le tourisme. Pendant longtemps, seuls quelques touristes aventuriers venaient jusqu'à l'île. Aujourd'hui, le tourisme tend à devenir un tourisme de masse, avec ce que cela suppose de constructions et de projets touristiques. On trouve en effet sur Ko Lipe de nombreux sites de plongée sous-marine et donc de nombreux magasins de plongée et des stations qui organisent des excursions en bateau.
Ko Lipe est située en dehors de la juridiction du parc national de Tarutao, et en tant que tel, est exemptée des lois et de la législation qui protège le reste du parc national. L'île se développe très rapidement, ce qui explique la présence de nombreux déchets sur les plages.  

## Transports
L'île est accessible uniquement en ferry ou speedboat depuis Pak Bara et Pulau Langkawi avec des horaires variables selon les saisons. Il n'y a pas d'embarcadère sur Ko Lipe, le ferry jette l'ancre près d'une grande plate-forme d'attente dans la mer pour éviter que les grands bateaux ne détruisent tous les coraux, même si les petits bateaux locaux les détruisent tout de même. Des bateaux longue-queue sont ensuite utilisés pour amener les touristes sur l'île. À Ko Lipe, il n'y a pas beaucoup de voitures, il y en a tout de même quelques-unes mais ce n'est pas gênant[non neutre]. Les modes de transport les plus communs sont la moto-taxi proposé par les locaux et la marche. Je[Qui ?] vous conseille de prendre un moto taxi pour rejoindre votre hôtel.[non neutre]